# Tapus (Lembak)
Tapus is een bestuurslaag in het regentschap Muara Enim van de provincie Zuid-Sumatra, Indonesië. Tapus telt 1414 inwoners (volkstelling 2010).